# Omicidio di Alison Parker e Adam Ward
L'omicidio di Alison Parker e Adam Ward è avvenuto il 26 agosto 2015 a Bedford, Virginia, intorno alle 6:46 ora locale. Nella sparatoria furono uccisi la giornalista Alison Parker e il cameraman Adam Ward, impiegati presso la WDBJ TV, una stazione televisiva affiliata alla CBS di Roanoke, per mano del loro ex collega di lavoro Vester Lee Flanagan II, che commise l'omicidio mentre le due vittime effettuavano un'intervista in diretta televisiva.

## Eventi

### Il duplice omicidio
Alison Parker e Adam Ward stavano conducendo un'intervista in diretta televisiva con Vicki Gardner, direttrice della locale Camera di Commercio, al centro commerciale Bridgewater Plaza a Bedford, vicino allo Smith Mountain Lake. Le immagini televisive facevano vedere la Parker che intervistava la donna, fino a quando, proprio in quei frangenti, si sentirono alcuni spari e subito dopo le grida della giornalista. La telecamera di Ward cadde a terra dopo aver ripreso per mezzo secondo le gambe dell'aggressore, che nel frattempo continuava a sparare. Subito dopo, le immagini ritornarono agli studi televisivi, in cui c'era la conduttrice che guardava perplessa e confusa la scena.
La Parker e Ward morirono subito. La Gardner venne anche lei colpita con un proiettile e trasportata immediatamente all'ospedale di Roanoke. Secondo l'autopsia effettuata, la Parker venne colpita al petto, mentre Ward alla testa e sul dorso. La Gardner, invece, era stata raggiunta alla schiena, ma sopravvisse.
Dopo aver riesaminato il video dell'incidente, il personale della WDBJ TV identificò l'aggressore in Vester Lee Flanagan II, un ex giornalista afroamericano che in passato aveva lavorato per la stessa redazione, ma che era stato licenziato a causa del suo comportamento poco consono con i suoi colleghi. Circa qualche minuto dopo la sparatoria, sul suo account Twitter Flanagan annunciò di aver ripreso la scena con il suo cellulare e di averla postata su Facebook affermando inoltre che Alison Parker aveva espresso commenti razzisti nei suoi confronti. Dopo 2 ore, il killer inviò un fax alla ABC News, in cui dichiarava che il duplice omicidio era un atto per vendicare la strage di Charleston, nella quale furono uccisi 9 afroamericani.

### La fuga di Flanagan e il suicidio
Dopo aver inviato il fax, Flanagan lasciò la sua macchina all'aeroporto di Roanoke e prese in affitto un'altra auto. Un dispositivo di lettura targhe posizionato sulla vettura di un poliziotto identificò, e lo stesso poliziotto fece fermare il killer. L'agente chiamò per backup, cercando di avviare un blocco del traffico, ma Flanagan ripartì con la macchina a tutta velocità. Dopo un inseguimento di meno di due miglia, la macchina di Flanagan andò fuori strada e finì su un terrapieno nei pressi di Markham. Flanagan venne trovato in auto con ferite da arma da fuoco, il che fece suggerire che fosse stato lui stesso a spararsi. Venne subito trasportato in elicottero all'ospedale di Falls Church, dove, alle 13:26 fu dichiarato morto.

## Le vittime
- Alison Parker, cresciuta a Martinsville, si era laureata alla James Madison University. Entrò a far parte della WDBJ TV nel 2012 e lavorò come reporter per la ABC dal dicembre 2012 al maggio 2014. Infine fu assunta dalla WDBJ TV nel 2014 come corrispondente per il programma chiamato Mornin. Era fidanzata con Chris Hurst, anch'egli giornalista, con cui era andata a convivere da poco.[4] Dopo la morte della donna, Hurst entrò in politica col Partito Democratico.
- Adam Ward, nato e cresciuto a Salem, si era laureato alla Virginia Tech in comunicazione e studi mediatici nel 2011. Aveva lavorato come videografo, nonché come giornalista sportivo occasionale.

## Reazioni
Il presidente degli Stati Uniti d'America Barack Obama, durante  un'intervista tv a Filadelfia, si disse "arrabbiato ma allo stesso tempo con il cuore spezzato", facendo riferimento anche al libero accesso delle armi da fuoco negli Stati Uniti e rivolse infine le proprie condoglianze ai familiari delle vittime. Cordoglio venne espresso anche dall'ex segretaria di Stato Hillary Clinton, in quel momento candidata per le presidenziali del 2016.